# 前1170年代
| 千纪： | 前2千纪 |
| 世纪： | 前13世纪 \| 前12世纪 \| 前11世纪                                                                                     |
| 年代： | 前1200年代 \| 前1190年代 \| 前1180年代 \| 前1170年代 \| 前1160年代 \| 前1150年代 \| 前1140年代                       |
| 年份： | 前1179年 \| 前1178年 \| 前1177年 \| 前1176年 \| 前1175年 \| 前1174年 \| 前1173年 \| 前1172年 \| 前1171年 \| 前1170年 |

## 重要事件及趋势
- 前1180年–前1178年，赫梯王国灭亡，哈图沙被毁灭和遗弃
- 前1160年，—自从雅赫摩斯一世吞并努比亚之后，库施从古埃及独立出来。

## 重要人物
- 祖甲，商朝第二十五任王
- 廪辛，商朝第二十六任王